# Кубок України з футболу серед жінок 2020—2021
Кубок України з футболу серед жінок 2020—2021 — 28-й розіграш кубка України, турніру за участю жіночих українських футбольних клубів, що проводиться Українською асоціацією футболу. Володарем трофею став «Житлобуд-2».

## Учасники
| Команда      | Населений пункт |
| ------------ | --------------- |
| «Восход»     | Стара Маячка    |
| «Житлобуд-1» | Харків          |
| «Житлобуд-2» | Харків          |
| «Карпати»    | Львів           |
| «Колос»      | Ковалівка       |
| «Ладомир»    | Володимир       |
| «Маріуполь»  | Маріуполь       |
| «Ніка»       | Миколаїв        |

## Матчі

### Чвертьфінали
| Команда 1   | Рахунок | Команда 2    |
| ----------- | ------- | ------------ |
| «Колос»     | 1:7     | «Житлобуд-1» |
| «Восход»    | 0:1     | «Житлобуд-2» |
| «Ладомир»   | 1:0     | «Карпати»    |
| «Маріуполь» | 4:0     | «Ніка»       |

### Півфінали
| Команда 1    | Рахунок | Команда 2   |
| ------------ | ------- | ----------- |
| «Житлобуд-1» | 4:1     | «Маріуполь» |
| «Житлобуд-2» | 2:0     | «Ладомир»   |

## Фінал
| 5 червня 2021 17:00 |

| «Житлобуд-1» | 0:1      | «Житлобуд-2»     |
| ------------ | -------- | ---------------- |
|              | Протокол | Яна Калініна 39' |

| НТК імені Віктора Баннікова, (Київ) Арбітр: Катерина Монзуль |

| 31               | Україна   | Ірина Саніна (Катаєва) |  |
| 3                | Вірменія  | Крістіне Алексанян     |  |
| 5                | Україна   | Надія Хаванська        |  |
| 6                | Україна   | Ольга Басанська        |  |
| 22               | Україна   | Любов Шматко           |  |
| 9                | Україна   | Анна Петрик            |  |
| 20               | Україна   | Ірина Кочнєва          |  |
| 88               | Україна   | Ганна Вороніна         |  |
| 17               | Україна   | Дарина Апанащенко      |  |
| 77               | Україна   | Ольга Овдійчук         |  |
| 8                | Україна   | Ольга Бойченко         |  |
| Заміни:          |           |                        |  |
| 11               | Туреччина | Бірґюл Садікоглу       |  |
| 16               | Україна   | Анастасія Вороніна     |  |
| 55               | Україна   | Юлія Шевчук            |  |
| 96               | Україна   | Надія Куніна           |  |
| Резерв:          |           |                        |  |
| 1                | Україна   | Вероніка Шульга        |  |
| 15               | Україна   | Софія Соломаха         |  |
| 21               | Україна   | Єлізавета Костюченко   |  |
| Головний тренер: |           |                        |  |
| Валентина Котик  |           |                        |  |

| 71               | Україна | Дарина Бондарчук              |  |
| 4                | Україна | Анастасія Сірмай              |  |
| 17               | Україна | Катерина Корсун               |  |
| 21               | Україна | Натія Панцулая                |  |
| 29               | Україна | Ірина Подольська              |  |
| 99               | Україна | Анастасія Кравченко (Філенко) |  |
| 7                | Україна | Яна Малахова                  |  |
| 15               | Україна | Ія Андрущак                   |  |
| 5                | Україна | Вероніка Андрухів             |  |
| 10               | Україна | Яна Калініна                  |  |
| 22               | Україна | Роксолана Кравчук             |  |
| Заміни:          |         |                               |  |
| 8                | Україна | Тетяна Китаєва                |  |
| 13               | Україна | Марія Вінтоняк (Михайлюк)     |  |
| 16               | Україна | Ірина Котяш                   |  |
| 33               | Україна | Любов Мохнач                  |  |
| Резерв:          |         |                               |  |
| 11               | Україна | Яна Котик                     |  |
| 77               | Україна | Тетяна Тріль                  |  |
| 97               | Україна | Юлія Титова                   |  |
| Головний тренер: |         |                               |  |
| Наталія Зінченко |         |                               |  |

## Найкращі бомбардирки
| Місце | Гравець        | Клуб         | Голи |
| ----- | -------------- | ------------ | ---- |
| 1     | Яна Малахова   | «Житлобуд-2» | 3    |
| 2     | Ольга Бойченко | «Житлобуд-1» | 2    |
| 3     | Ольга Овдійчук | «Житлобуд-1» | 2    |

## Відео
- ЖИТЛОБУД-1 - ЖИТЛОБУД-2 | ФІНАЛ | КУБОК УКРАЇНИ 2021